# Округ Мороу (Охајо)
Округ Мороу (енгл. Morrow County) је округ у америчкој савезној држави Охајо.

## Демографија
По попису из 2010. године број становника је 34.827, што је 3.199 (10,1%) становника више него 2000. године.
| Група             | 2000.          | 2010.          |
| Белци             | 30.984 (98,0%) | 33.772 (97,0%) |
| Афроамериканци    | 85 (0,3%)      | 121 (0,3%)     |
| Азијати           | 46 (0,1%)      | 88 (0,3%)      |
| Хиспаноамериканци | 183 (0,6%)     | 380 (1,1%)     |
| Укупно            | 31.628         | 34.827         |